# Pero astapa
Pero astapa är en fjärilsart som beskrevs av Druce 1892. Pero astapa ingår i släktet Pero och familjen mätare. Inga underarter finns listade i Catalogue of Life.